# Клаус, Людвиг Фердинанд
Людвиг Фердинанд Клаус (нем. Ludwig Ferdinand Clauß, 8 февраля 1892 года — 13 января 1974 года) — немецкий психолог и расовый теоретик, ученик Эдмунда Гуссерля.

## Биография
Людвиг Фердинанд Клаус родился в Оффенбурге. В 1933 г. он вступил в НСДАП, и вскоре при помощи национал-социалистов стал лектором в Берлинском университете.
В национал-социалистической Германии Л.-Ф. Клаус был вторым по популярности расовым теоретиком после Ханса Гюнтера. Он опубликовал множество работ по расовой тематике, изданных большим тиражом.
Будучи весьма самоуверенным, Л.-Ф. Клаус считал себя ведущим авторитетом в расовых вопросах. Однако он подвергался травле со стороны Альфреда Розенберга и руководителя Расово-политического управления НСДАП Вальтера Гросса за неортодоксальные взгляды: «нордическое» было для Клауса синонимом благородного и возвышенного, которое могло встретиться и в южных широтах, и даже среди семитов. В результате судебного разбирательства, по иронии судьбы инициированного самим Клаусом, его исключили из НСДАП и лишили места в университете. Одним из обвинений было то, что ассистенткой Клауса была еврейка. В конце концов, глава СС Генрих Гиммлер защитил учёного. В письме к Мартину Борману он обрушился с критикой на «партийных плебеев». Клауса отправили с экспедицией на Балканы.
В Израиле в Музее памяти жертв Холокоста открыта памятная стела Л.-Ф. Клаусу «за спасение евреев с риском для собственной жизни».

## Идеи
Л.-Ф. Клаус стремился создать «расовую психологию» (нем. Rassenseelenkunde): «С точки зрения психологии под расой мы понимаем не хаотический набор „свойств“ или „признаков“, а общий стиль переживания, определяющий цельность характера».
В отличие от других расовых теоретиков, Клаус считал невозможным создать объективную иерархию рас:

каждая раса имеет высшую ценность в себе самой. Каждая раса носит в себе самой свою традицию и свой масштаб ценностей, которые нельзя измерять масштабом другой расы. Противно здравому смыслу и ненаучно смотреть на средиземноморскую расу глазами нордической расы и оценивать её по нордической шкале ценностей, равно как и наоборот. В практической жизни это постоянно случается и неизбежно, в науке же это совершенно нелогично. О ценности человеческой расы «объективно» мог бы судить лишь человек, стоящий над расами. Но такого человека нет: быть человеком — значит быть расово обусловленным. Может быть, Бог знает, какие места занимают расы по рангу, мы не знаем. 
Итальянский традиционалист Юлиус Эвола называл теорию Клауса «расизмом второго уровня» и считал идеи Клауса заслуживающими внимания:

Расизмом второго уровня называется теория душевных рас и типология расовых душ. Этот расизм выявляет первичные, несводимые элементы, которые действуют изнутри, так что группы лиц ведут определенный образ жизни и отличаются определенным стилем действий, мыслей и чувств. <...>
Мы можем считать «теорию расовых душ» или «психоантропологию» Л. Клауса расизмом второго уровня. Он подчеркивал необходимость такого рода исследований на убедительных примерах. <...>
Возможность понимания, подлинная солидарность могут существовать только при общности «душевной расы».

## Избранные сочинения
- Раса и душа (1926)
- Нордическая душа (1932)
- Как бедуин среди бедуинов (Als Beduine unter Beduinen) (1933)
- Арабская душа (1939)

## Переводы на русский язык
- Раса и душа. Практическая психоантропология / Перевод с немец. А.М. Иванова. Предисловие В.Б. Авдеева. Серия "Библиотека расовой мысли". - М.: Белые альвы, 2014. - 384 с.: ил. ISBN 978-5-91464-103-7